# Dušan Meško
Dušan Meško, slovenski častnik in veteran vojne za Slovenijo.
Stotnik Meško je častnik SV.

## Življenjepis
28. junija 1991 je bil ranjen v spopadu na območju Gibina - Banfi - Razkrižje, ko je kot pripadnik Protidiverzantskega voda Ljutomer napadel oklepno-mehanizirano kolono, ki je napredovala proti Ljutomerju.

## Odlikovanja in priznanja
- medalja za ranjence (26. oktober 2000)